# Paulinowo (rejon baranowicki)
Paulinowo (biał. Паўлі́нава; ros. Павлиново, hist. również Paulinów) – wieś na Białorusi, w rejonie baranowickim obwodu brzeskiego, około 17 km na południowy zachód od Baranowicz.

## Historia
Jan Otton Bochwic (1835–1915), syn Floriana herbu Radwan i Pauliny z Majewskich odziedziczył po rodzicach część majątku Waszkowce, bez żadnej siedziby. Wybudował tu dwa folwarki i pałace:
- Florianów na cześć ojca[1][2]
- Paulinów (Paulinowo) – na cześć matki.

W 1915 roku właścicielem majątku został jego syn, Tadeusz Otto (1861–1930), a po jego śmierci – syn Tadeusza Jan (1893–1937). Ostatnimi właścicielami Florianowa był stryj Jana (brat Tadeusza Ottona), Florian (1872–1948) i jego żona Helena z Kiersnowskich (1875–1939).
Po III rozbiorze Polski w 1795 roku tereny, na których później powstał Paulinów, wcześniej należące do województwa nowogródzkiego Rzeczypospolitej, znalazły się na terenie powiatu nowogródzkiego (ujezdu) kolejno guberni: słonimskiej, litewskiej, grodzieńskiej i mińskiej Imperium Rosyjskiego. Po ustabilizowaniu się granicy polsko-radzieckiej w 1921 roku Paulinów wrócił do Polski, znalazł się w gminie Nowa Mysz w powiecie baranowickim województwa nowogródzkiego, od 1945 roku – w ZSRR, od 1991 roku – na terenie Republiki Białorusi.
W 1921 roku folwark Paulinowo liczył 36 osób, z czego 25 katolików i 11 prawosławnych, 27 osób zadeklarowało narodowość polską, a 9 białoruską. W 1999 roku wieś liczyła 265 osób, a w 2009 – 219.

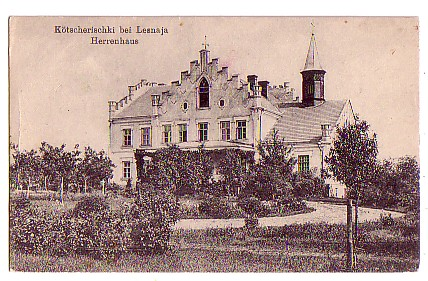
Pałac w 1916 roku (elewacja ogrodowa)

## Pałac
Pod koniec XIX wieku Jan Bochwic zaczął w Paulinowie budować na początku zabudowania gospodarcze, później sad i rozplanował park, wreszcie w 1906 roku wzniósł pałac, który – popadając w ruinę – istnieje do dziś. Patrząc od strony podjazdu, jego pięcioosiowa część centralna i dwuosiowa prawa część są dwukondygnacyjne, a jednokondygnacyjna część lewa mieściła niegdyś kaplicę domową. Obie elewacje (podjazdowa i ogrodowa) są podobne. Część środkową wieńczy okazały szczyt schodkowy z dużym oknem zwieńczonym ostrym gotyckim łukiem i z dwoma oculusami po bokach. Narożniki środkowej części korpusu oraz części parterowej i elewacji bocznej są zwieńczone neogotyckimi wieżyczkami nadwieszonymi nad elewacją. Boczna elewacja jest również zwieńczona uskokowym szczytem. Dom przykrywa gładki dach dwuspadowy. Nad częścią parterową zbudowano smukłą wieżyczkę zwieńczoną krzyżem, wieżyczka ta już nie istnieje.
Willa Bochwiców jest historyczno-kulturalnym zabytkiem Białorusi o numerze w rejestrze 12Г000028. Do dziś stoją ponadto: budynek stajni, lodownia, obory i budynki gospodarcze dworu. W budynkach mieszczą się m.in. poczta i sklep.
Majątek Paulinów jest opisany w 11. tomie Dziejów rezydencji na dawnych kresach Rzeczypospolitej Romana Aftanazego.